# Cyclocypris cruciata
Cyclocypris cruciata är en kräftdjursart som beskrevs av N. C. Furtos 1935. Cyclocypris cruciata ingår i släktet Cyclocypris och familjen Cyprididae. Inga underarter finns listade i Catalogue of Life.